# Суджа (Марвар)
Суджа (гінді राव सुजा; д/н — 2 жовтня 1515) — рао Марвару у 1492—1515 роках.

## Життєпис
Походив з династії Ратхор. Син Джодхи. 1492 року після смерті брата — Ратала — успадкував владу. Втім відкинув вимоги іншого брата — Біки — щодо визнання того незалежним рао князівства Біканер та надання відповідних регалій. У відповідь того ж року Біка захопив та сплюндрував фортецю Мехрангарх, після чого підійшов до Джодхпуру, змусивши Суджу визнати незалежність Біканеру та передати монарши реліквії — трон із сандалового дерева «Пугал», привезений із Каннауджа, парасолька рао, меч і кінь «божественного походження».
Потім проти нього виступив Раймал Сінґх, магарана Мевару, який зрештою переміг суджу, що вимушен був поступитися тому важливим містом Аджмер (його раніше захопив Джодха). В наступні роки зберігав мирні відносини з Мевару, разом з тим опікувався обороною володінь від грабіжницьких нападів афганців та військ Делійського султанату.
Десь у 1500-х роках призначив сина Баґу в обхід старшого сина Сехи 9причини цього є дискусійними). Останній залишив Джодхпур, заснувавши підклав Сехаваті. Ще один зі старших синів — Уда — заснував окреме князівство Джайтаран, яке отримало значну самостійність.
1514 року помирає спадкоємець Баґа, а 1515 року — Суджа, не встигши закріпити наступного спадкоємця. Владу перебрав його онук Бірам Сінґх.